# Drillia pyramidata
Drillia pyramidata is een slakkensoort uit de familie van de Drilliidae. De wetenschappelijke naam van de soort is voor het eerst geldig gepubliceerd in 1840 door Kiener.